# 為石村
為石村（ためいしむら・ためしむら）は、長崎県南部の長崎半島にあった村。西彼杵郡に属した。1955年（昭和30年）に隣接する川原村及び蚊焼村と合併し、三和町となった。
現在の長崎市三和地区の北東部にあたる。

## 地理
野母半島（長崎半島）の北東部に位置し、南岸を橘湾及び天草灘に接する。「為石」の地名由来について、村域を流れる大川の河口にできた砂州が溜って水流をせき止めた溜州（ためす）が転訛して「ためし」になり、為石と表記されるようになったとする説がある。
- 山：寺岳
- 河川：大川、為石川

## 沿革
為石村は江戸時代末期まで高来郡に属していたが、幕末から明治初期にかけて周辺各村との統合や分割が行われる過程で彼杵郡に属する事となった。
- 1889年（明治22年）4月1日 - 町村制施行により、西彼杵郡為石村が単独村制にて発足。
- 1947年（昭和22年） - 茂木町の一部、藤田尾名を当村に編入。
- 1955年（昭和30年）2月11日 - 蚊焼村・川原村と合併し町制施行。三和町が発足し、為石村は自治体として消滅。

## 地名
旧来の為石村域では他の彼杵地域の各自治体で見られる郷や名の行政区（地名）を設置していない。また、1889年の町村制施行時に合併を行っていないため、大字も存在しない。このため、茂木町から編入した藤田尾名を除く地域においては「為石村○○番地」のように村名の次に地番を表示する住所表記となる。
- （大字・郷なしの区域）[4][6]
- 藤田尾名[7] - 1947年、茂木町より編入。